# Tàu chiến tuyến

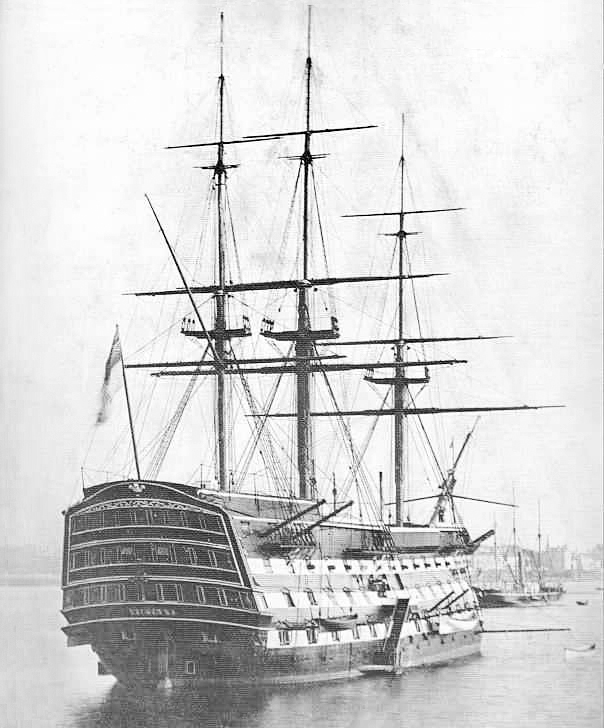
HMS Victory năm 1884, mẫu còn lại duy nhất của tàu chiến tuyến

Tàu chiến tuyến (tiếng Anh:ship of the line) là loại tàu chiến hoạt động trên biển được chế tạo từ thế kỷ 17 cho đến giữa thế kỷ 19. Trong các trận thủy chiến ở thời kỳ này, hai bên bố trí tàu của mình thành hai hàng dọc song song. Trong lúc tham chiến, hai hàng này được di chuyển ngược chiều nhau để tận dụng tối đa hỏa lực trên mạn tàu để tiêu diệt quân địch. Vì thế phần thắng luôn luôn thuộc về bên được trang bị những chiếc tàu lớn với hỏa lực mạnh.
Từ cuối thập niên 1840, sự xuất hiện của động cơ hơi nước đã làm giảm sự phụ thuộc của các trận chiến vào gió và dẫn tới việc chế tạo ra những chiếc tàu chiến tuyến được trang bị chân vịt nhưng vỏ làm bằng gỗ; đồng thời một số lượng lớn tàu buồm đã được chuyển đổi sang động cơ đẩy loại này. Tuy nhiên, sự ra đời của tàu frigate được bọc thép vào năm 1859 đã nhanh chóng dẫn tới sự lụi tàn của những chiếc tàu chiến tuyến được trang bị động cơ hơi nước. Mặc dù những chiếc tàu frigate được xem là tiền thân của những tàu chiến của thế kỉ 20, nhưng danh tiếng của những chiếc tàu [chiến] tuyến (ship-of-the-line) tự thân nó đã là sự rút gọn của cụm từ 'tàu chiến tuyến' (line-of-battle ship).

## Lịch sử

### Tiền thân

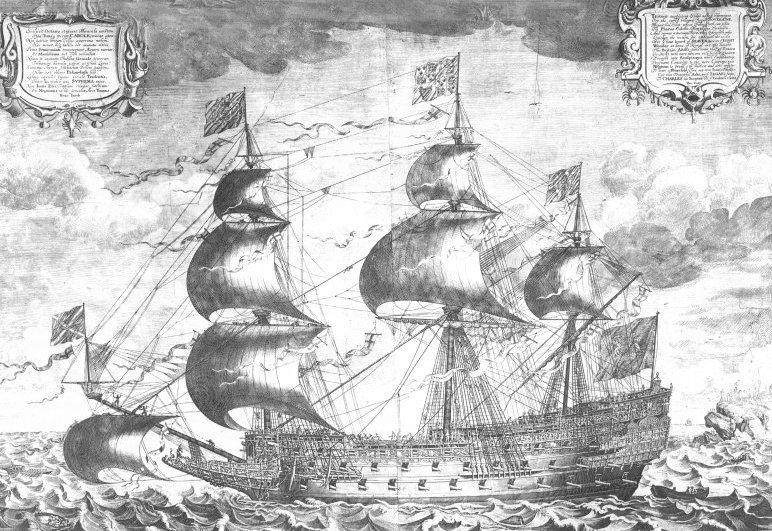
HMS Sovereign of the Seas, a contemporaneous engraving by J.Payne

Nguồn gốc của những chiếc tàu chiến tuyến có thể được tìm thấy ở những chiếc tàu lớn được đóng bởi người Anh trong thế kỷ 15 và 16, hay là những chiếc thuyền buồm đóng bởi người Bồ Đào Nha và các thuyền buồm lớn hơn được đóng bởi các quốc gia châu Âu trong cùng thời kỳ. Tất cả các loại tàu này đều bắt nguồn từ loại tàu buồm nhỏ chỉ với một cột buồm vốn được sử dụng để giao thương giữa các quốc gia vùng Biển Bắc hay biển Baltic. Ban đầu người ta sử dụng những tàu mái chèo bằng cách nâng phần boong ở đuôi và mũi tàu gọi là thượng tầng (tiếng Anh castle), trên đó bố trí những cung thủ để tiêu diệt tàu kẻ thù. Dần dà, thượng tầng được thiết kế ngày một lớn hơn và rộng hơn, định hình cấu trúc sức mạnh tổng thể của tàu chiến.
Tàu Mary Rose là chiếc thuyền buồm đầu tiên có khả năng sử dụng hỏa lực tối đa từ cả hai mạn tàu, tàu được trang bị với 78 khẩu đại bác (91 sau lần nâng cấp năm 1536). Chiếc Mary Rose được đóng ở Portsmouth, nước Anh (1509–1510), và được đặt theo tên của người chị Vua Henry VIII và biểu tượng hoa hồng của vương triều Tudor. Đây là một trong những con tàu đầu tiên được chế tạo hoàn toàn cho mục đích chiến đấu của Hải quân Anh. Tàu có trọng lượng nước rẽ là 500 tấn (700 tấn sau lần nâng cấp năm 1536), dài 126 feet (38.5 m), rộng 38 feet (11.7 m), cùng với thủy thủ đoàn gồm 200 thủy thủ, 185 binh lính, 30 khẩu đại bác. Mặc dù đây là niềm tự hào của hạm đội Anh, nhưng Mary Rose đã bị lật úp trong một trận chạm trán với quân Pháp vào 19 tháng 7 1545.
Chiếc Henri Grâce à Dieu (tiếng Pháp, "Henry Grace of God"), thường được biết đến với tên "Great Harry" là một chiếc tàu buồm của Anh ở thế kỷ 16. Đây được coi là câu trả lời của Vua Henry VIII đối với tàu Michael của Scotland được đóng năm 1511. Tàu được đóng ở Woolwich Dockyard từ 1512 đến 1514 và là chiếc tàu đầu tiên có cửa hầm đại bác, trang bị của tàu gồm 20 khẩu đại bác bằng đồng chỉ có thể bắn từ một bên mạn tàu. Tổng cộng có 43 khẩu đại bác và 141 đại bác loại nhẹ. Khi được hạ thủy Henri Grâce à Dieu là chiếc tàu Anh hai boong đầu tiên, đồng thời là chiếc tàu lớn nhất và mạnh mẽ nhất châu Âu. Tuy nhiên những chiếc tàu lớn như Henri Grâce à Dieu được biết đến vì họa tiết trang trí trên tàu hơn là uy lực, tàu chỉ nhiều lần xuất hiện với tư cách ngoại giao so với chỉ một lần giao chiến trong trận Solent chống lại François I của Pháp vào năm 1545 (trong đó tàu Mary Rose bị đánh chìm).
Ban đầu những chiếc tàu trên được thử nghiệm mang những khẩu đại bác có nòng lớn trên boong. Do có ưu thế trọng tải và chiều cao của mạn khô những chiếc tàu tiên phong đã cho thấy sự thích hợp với hỏa khí hơn hẳn so với những chiếc tàu buồm. Một lợi thế khác  của những chiếc tàu chiến tuyến là có thể chịu đựng được gió bão, rẽ nước tốt hơn là nhờ kích thước lớn và được phát triển từ những tàu chuyên chở vượt Đại Tây Dương. Cùng với việc không cần dùng mái chèo đồng nghĩa với một thủy đoàn lớn là không cần thiết giúp cho tàu có thực hiện những chuyến hành trình dài. Nhưng điều đó cũng khiến cho tàu chiến tuyến phụ thuộc hoàn toàn vào gió cho tính cơ động của tàu. Về điểm này tàu galê cho thấy sự vượt trội so với những tàu chiến lớn khác, đặc biệt khi chỉ có những cơn gió nhẹ tàu galê có nhiều thuận lợi hơn hẳn, nhưng khi những chiếc tàu chiến tuyến ngày một lớn hơn thì tàu galê càng tỏ ra kém hiệu quả.
Một hạn chế khác của tàu chiến tuyến là thượng tầng mũi cao, làm giảm khả năng di chuyển của tàu; do đó mũi tàu thường được hạ thấp trong khi di chuyển trước gió. Nhưng cùng với sự xuất hiện của đại bác và hỏa khí được sử dụng làm vũ khí chủ chốt trong các trận thủy chiến vào thế kỷ 16, thượng tầng mũi thấp thời trung cổ bị loại bỏ và những tàu ga-lê-ôn chỉ có thượng tầng mũi thấp một tầng. Cho đến khi chiến tàu Sovereign of the Seas sau đó được hạ thủy vào năm 1637, thượng tầng mũi cao được thêm vào thiết kế của tàu chiến tuyến.
Trong khoảng thời gian từ thế kỷ 16 đến 18, những chiếc thuyền lớn và thuyền buồm dần được thay thế bởi tàu ga-lê-ôn một loại tàu dài và cơ động hơn. Thừa hưởng những ưu điểm của những tàu chiếc tàu đi trước, tàu ga-lê-ôn đã trở thành trang bị chủ yếu của hải quân Anh và Tây Ban Nha trong trận Gravelines. Đến thập niên 1710, tất cả lực lượng hải quân ở Âu châu đều được trang bị những tàu chiến cùng loại như trên.Song song với việc gia tăng những chuyến hành trình tìm kiếm thuộc địa và khám thám hiểm, yêu cầu bức thiết đặt ra cần có những con tàu thương mại có khả năng thực hiện các cuộc hành trì dài và chịu đựng được gió bão.Như một lẽ tất nhiên, những chiếc tàu ga-lê và galleasses(một loại tàu ga-lê có thành cao hơn và có khả năng mang đại bác, nhưng thấp hơn ga-lê-ôn) càng ít được sử dụng và hoàn toàn vắng bóng trong chiến tranh vào thập kỷ 1750.

### Sự thích nghi với chiến đấu trên chiến tuyến

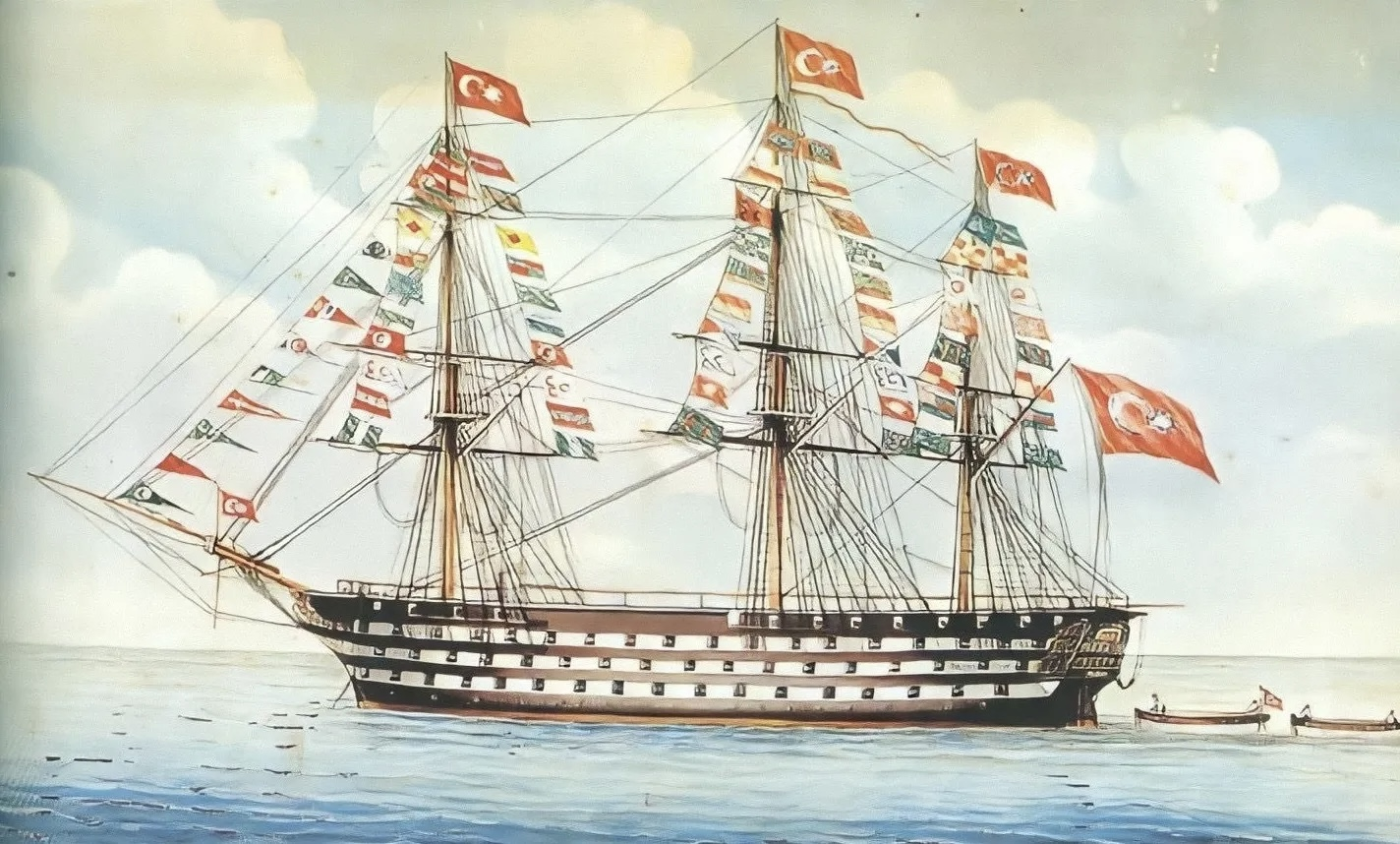
Mahmudiye (1829), được đặt bởi Sultan Mahmud II của đế chế Ottoman và được đóng bởi Imperial Naval Arsenal tại vịnh Sừng Vàng (Golden Horn) ở Istanbul. Với kích thước 62x17x7m và được trang bị 128 khẩu pháo trên 3 boong, trong nhiều năm liền là chiếc tàu chiến lớn nhất thế giới. Nó đã tham gia vào trận Siege of Sevastopol trong chiến tranh Crimea. Nó bị cho ra khỏi biên chế vào năm 1875.